# Pseudanthias hangapiko
Pseudanthias hangapiko là một loài cá biển thuộc chi Pseudanthias trong họ Cá mú. Loài này được mô tả lần đầu tiên vào năm 2021.

## Từ nguyên
Từ định danh hangapiko được đặt theo tên gọi của vị trí mà loài cá này được thu thập, Hanga Piko (trong tiếng Rapa Nui có nghĩa là "vùng vịnh bị ẩn giấu") trên đảo Phục Sinh.

## Phạm vi phân bố và môi trường sống
P. hangapiko mới chỉ được phát hiện ngoài khơi đảo Phục Sinh. Mẫu định danh và các mẫu phụ chuẩn được thu thập trên một rạn đá ở độ sâu 83 m. Do sự tách biệt về mặt địa lý và mức độ đặc hữu cao ở đảo Phục Sinh, nhiều khả năng P. hangapiko là loài đặc hữu của đảo.

## Mô tả
Chiều dài chuẩn (không bao gồm vây đuôi) lớn nhất được ghi nhận ở P. hangapiko là 4,5 cm (mẫu định danh, cá đực).
Cá đực có lưng màu đỏ, chuyển vàng ở hai bên lườn và hồng nhạt ở bụng và dưới hầu. Cá cái màu hồng, nhạt hơn ở bụng. Cả hai giới đều sẫm đỏ trên đỉnh đầu, kéo dài thành dải dọc theo 2/3 gốc vây lưng; đều có các hàng đốm màu đỏ tía ánh kim ở hai bên thân; vây lưng và vây đuôi màu đỏ tươi với các vệt vàng.
Số gai ở vây lưng: 10; Số tia vây ở vây lưng: 17; Số gai ở vây hậu môn: 3; Số tia vây ở vây hậu môn: 8; Số gai ở vây bụng: 1; Số tia vây ở vây bụng: 5; Số tia vây ở vây ngực: 16–17.

## Phân loại học
Dựa theo mã vạch DNA thì Pseudanthias ventralis và Pseudanthias hawaiiensis là hai loài có quan hệ gần với P. hangapiko nhất. P. ventralis xuất hiện ở quần đảo Pitcairn, còn P. hawaiiensis ở quần đảo Hawaii.